# キープ協会

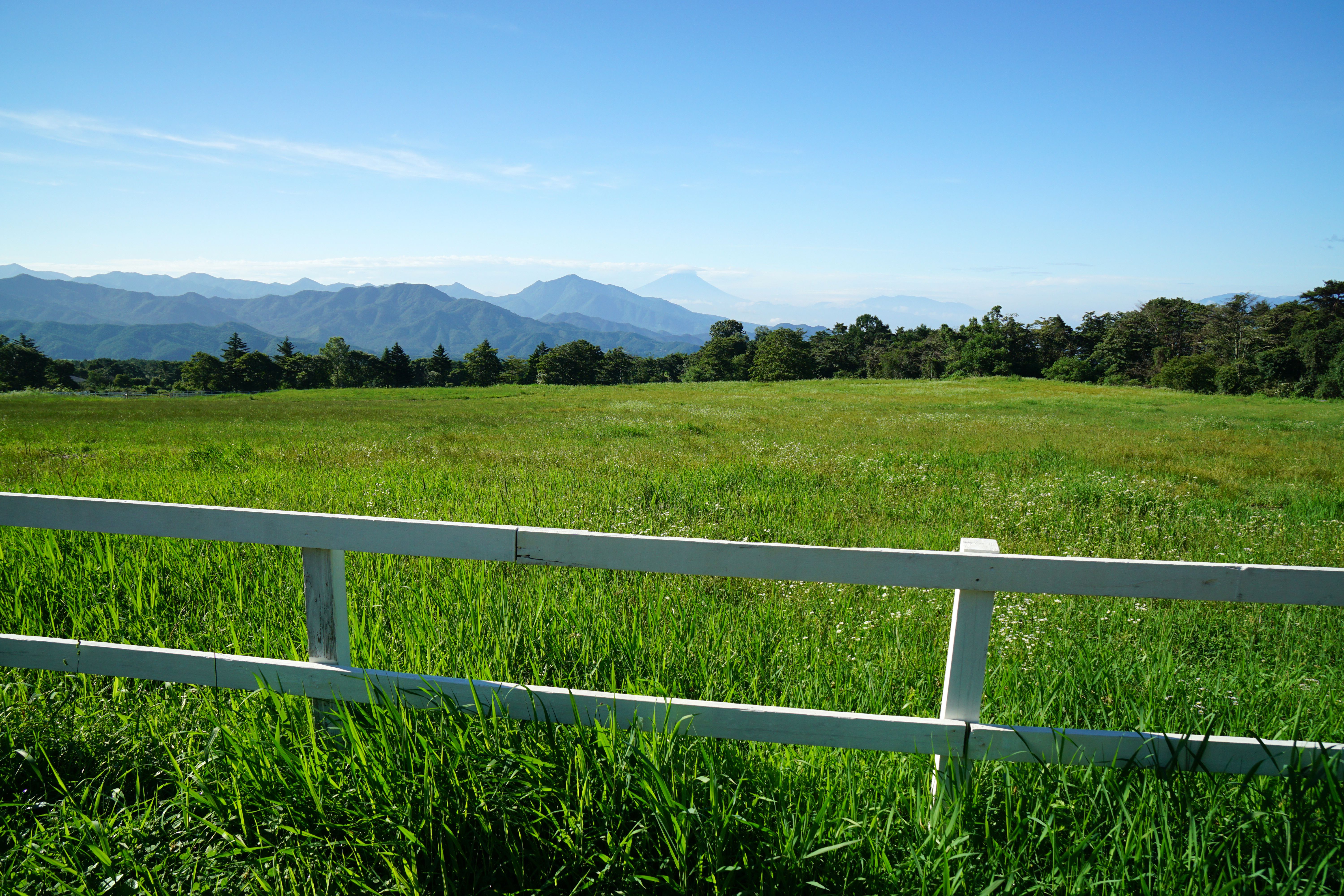
キープ農場

公益財団法人キープ協会（キープきょうかい）とは、山梨県清里高原にあるキリスト教系の総合宿泊施設である。自然体験型の学びプログラムなどを多く行っている。八ヶ岳自然ふれあいセンターややまねミュージアムなどが併設されている。ポール・ラッシュによって創設された。

## 概要
Kiyosato Educational Experiment Project（清里教育実験計画）の頭文字をとり、キープ（KEEP)と名づけられた。創設者ラッシュの｢人類への奉仕｣の4つの理念、「食糧」「保健」「信仰」「青年への希望」に加え、新たに「環境教育」「国際協力」を掲げて、自然と触れ合う体験型学習の推奨や環境保護活動を行っている。
山梨県の協力も受けて、県有地であるJR清里駅前から八ヶ岳横断道まで約240haの貸与を受けている。
映画『西の魔女が死んだ』のロケ地でもある。

## 歴史
アメリカ人で立教大学教授であったラッシュは、第二次世界大戦後の日本を民主的に立て直すために、日本人が自立して暮らしていけるよう支援しようとしていた。それにはまず若い世代への教育と安全な食が必要不可欠であると考え、農村をプロデュースすることから始めたのである。日本の小さな農村のモデルとしてラッシュが選んだのは山梨県清里高原であり、そこで新たに酪農を中心とした高冷地農業が実験的に始められた。これが清里教育実験計画＝KEEP協会の起源である。
ラッシュは、「人類への奉仕」と題し「食糧」「保健」「信仰」「青年への希望」という4つの理念を掲げていた。清里高原のキープ協会は日本各地の農村のモデルとして、高冷地実験農場、農村診療所、農民図書館、農業学校などを設立してきた。
現代ではラッシュの4つの理念だけにとどまらず、新たに「環境教育」と「国際協力」を理念として掲げ活動している。国内だけでなく海外からも研修生を迎え入れ、また、発展途上国の農村を訪問し、かつてラッシュが行ったように、発展のための支援を行うなど国際色の強い活動が行われている。豊かな自然環境を活かした環境教育プログラムが豊富なこともあり、環境団体としても有名である。

## 施設・設備
- 山梨県立八ヶ岳自然ふれあいセンター

キープ協会が山梨県から委託を受けて管理運営業務を行っている。山梨県の北西部、長野県と接する標高1,400mの清里高原、八ヶ岳中信高原国定公園の入り口に位置しており、レンジャーが駐在。
- やまねミュージアム

日本でただ1つのヤマネ専門の博物館。ヤマネを見たり生体について学ぶことができる。もともとキープ・ネイチャーセンターという名称の研究施設だったが、1998年（平成10年）にヤマネの紹介と保護を目的としてヤマネ専門の博物館になった。館長は湊秋作。
- キープ農場

もともとポール・ラッシュが高冷地実験農場として作ったもの。農業学校であったが、今は体験学習のための施設となっている。主にファームショップでの売店営業（通信販売含む）が中心。酪農家から贈られた、高冷地に適したジャージー牛が飼育されている。
- 清里聖アンデレ教会

キープ協会最初の建物として作られた石造りの教会。農村での信仰の浸透のために畳敷きであったり図書館が併設されていたりする。ポール・ラッシュがこの地にとどまる理由ともなった。
- 清里聖ヨハネ保育園

- キープ・フォレスターズキャンプ場

- 自然歩道

敷地内には8パターン7.6kmから1.0kmのトレイルが整備されており多様な自然体験ができる。このうち2.5kmのトレッキングコースは降雪期にはクロスカントリースキーコースとして利用できる。
- 宿泊施設

キープ自然学校と清泉寮、キャンプ場とがある。70年の歴史を持つ清泉寮は2009年（平成21年）に新館が建築された。本館は和室・洋室・コテージ・キャビン、新館は和室・洋室・メゾネットが利用でき、レストラン・温泉施設が併設されている。清泉寮は青少年指導訓練場（キャンプ場）として作られた。清泉寮という名称は、1937年（昭和12年）秋に現地を視察した立教大学の高松孝治教授司祭により名付けられた。高松は、「キャンプは清里駅から上っていくが、地番は大泉村に入っている。それなら両方を取って清泉寮としたらどうか」と提案したのである。
その他、食事ができる設備として、清泉寮レストラン（本館・新館）や、イベントが多数行われるキープファームショップ、手作りパンとジャムの清泉寮パン工房等のレストランがある。お土産ショップをかねたテラス付きの清泉寮ジャージーハットではソフトクリームが楽しめる。

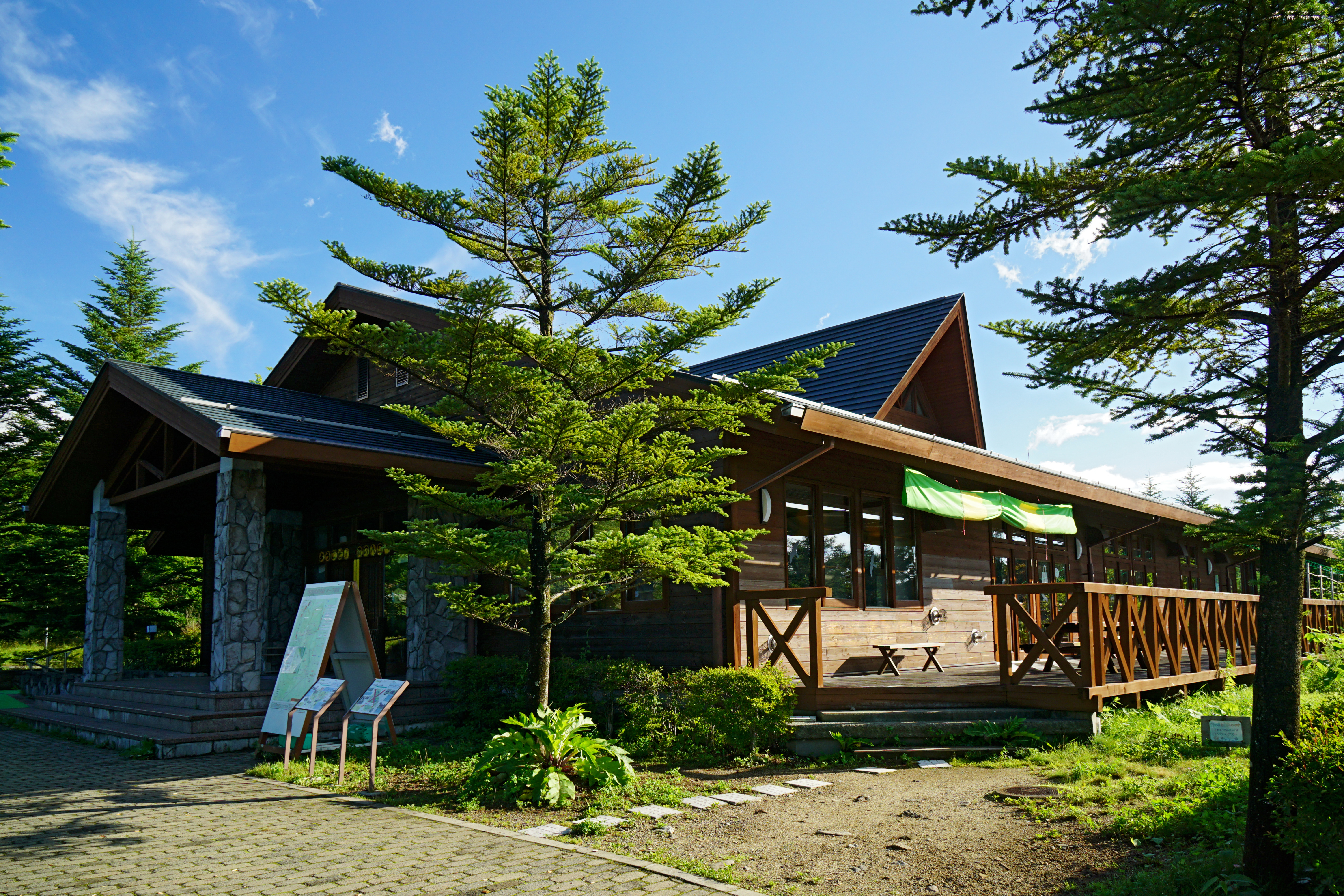
山梨県立八ヶ岳自然ふれあいセンター
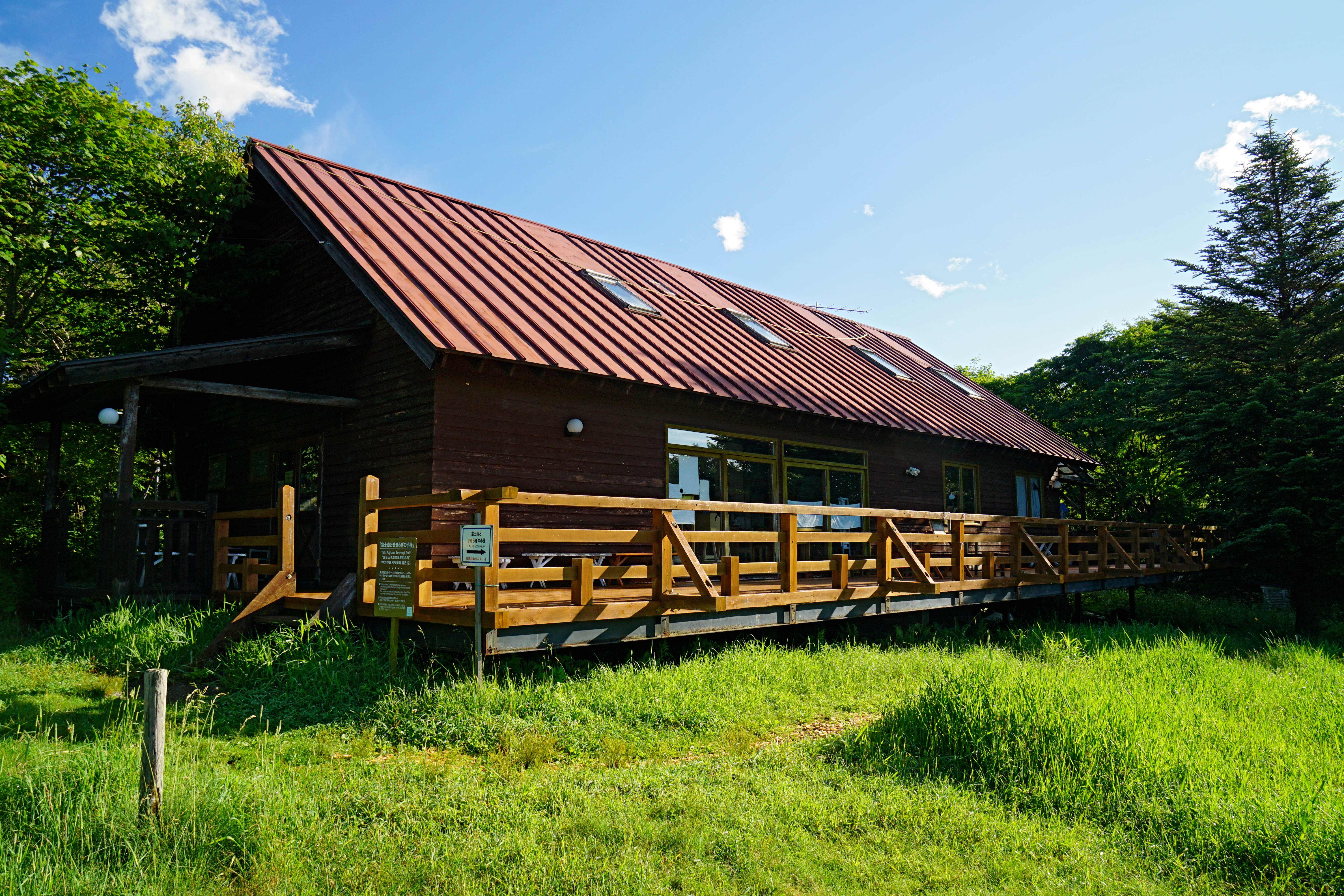
やまねミュージアム
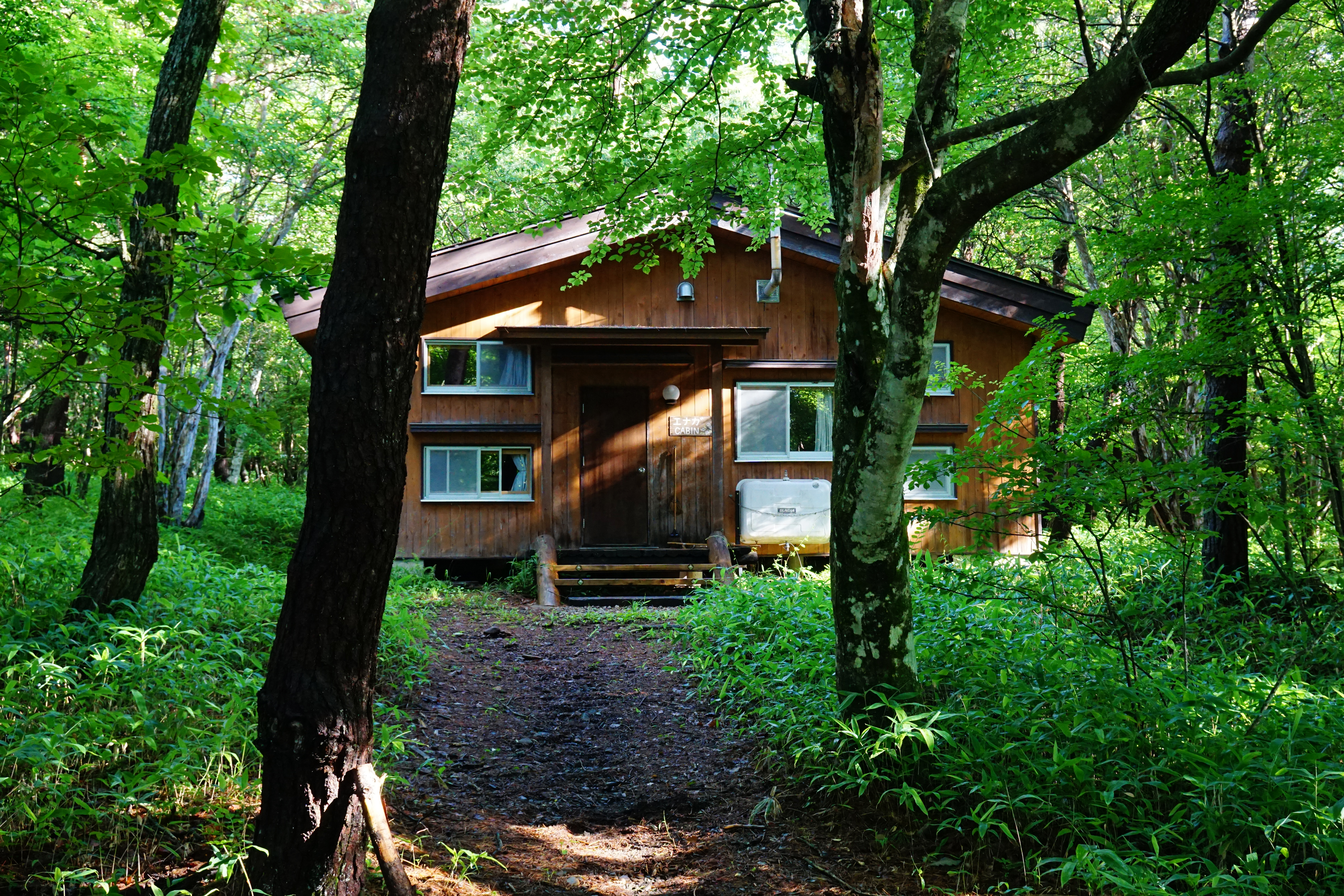
フォレスターズキャンプ場
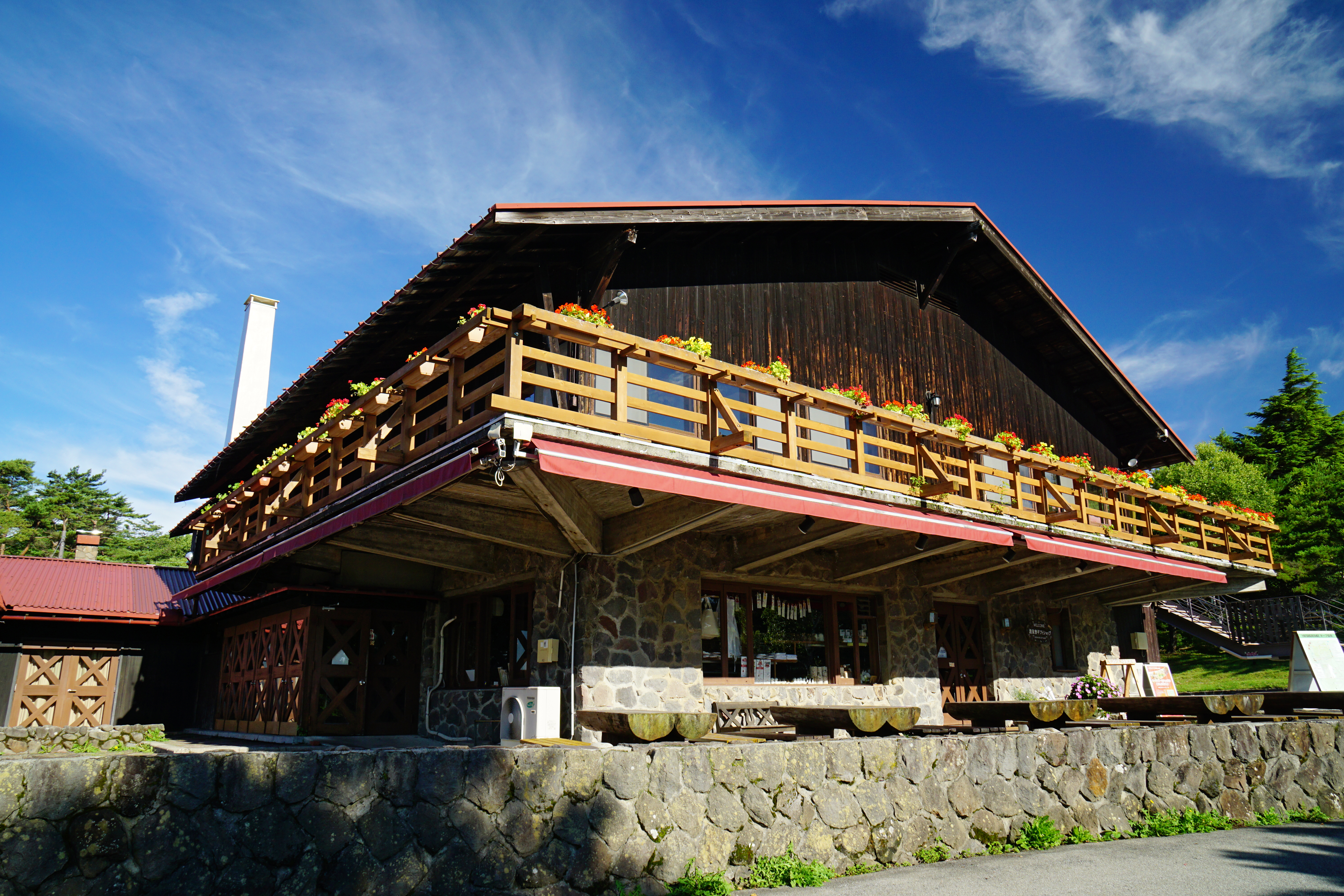
清泉寮本館レストラン
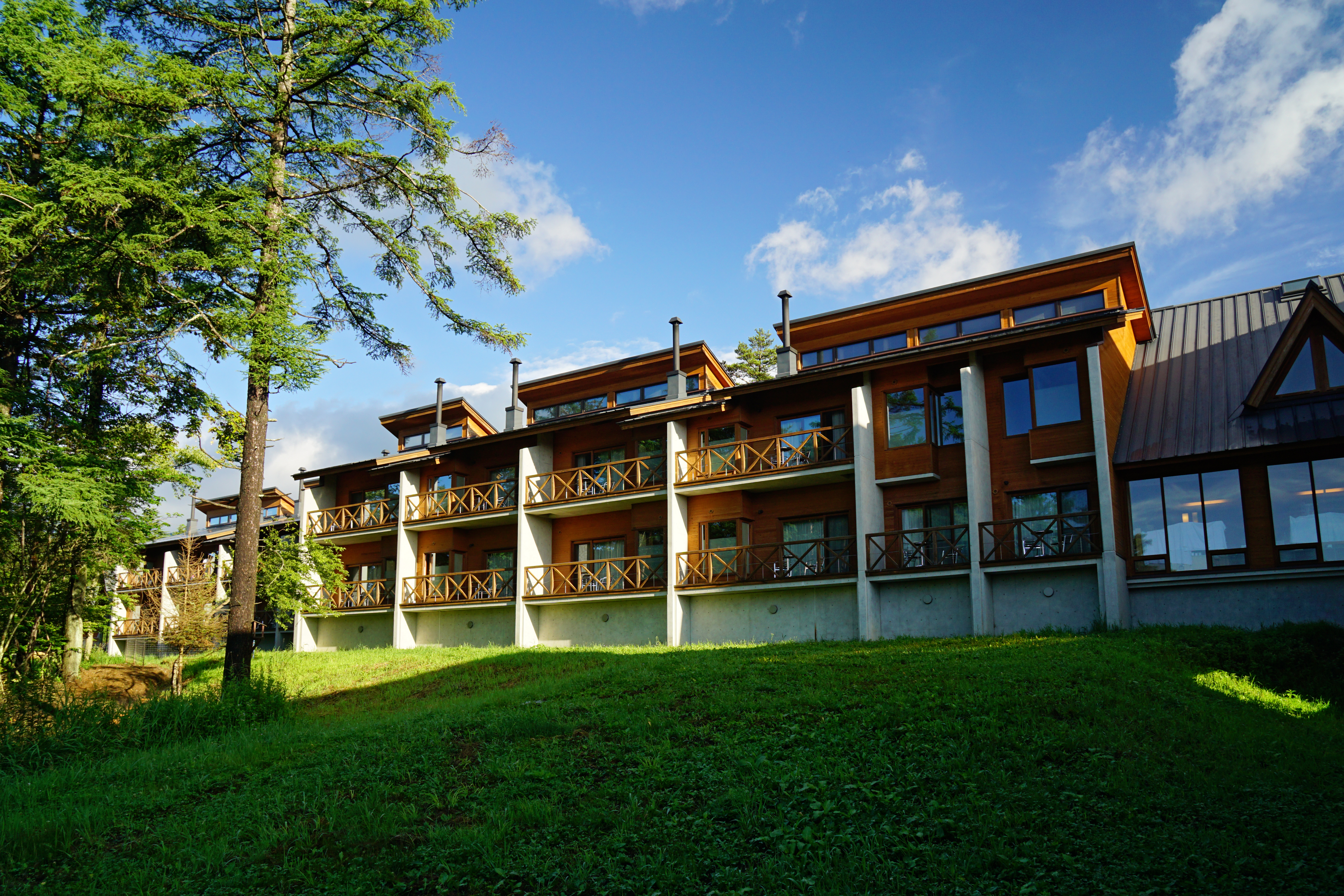
清泉寮新館
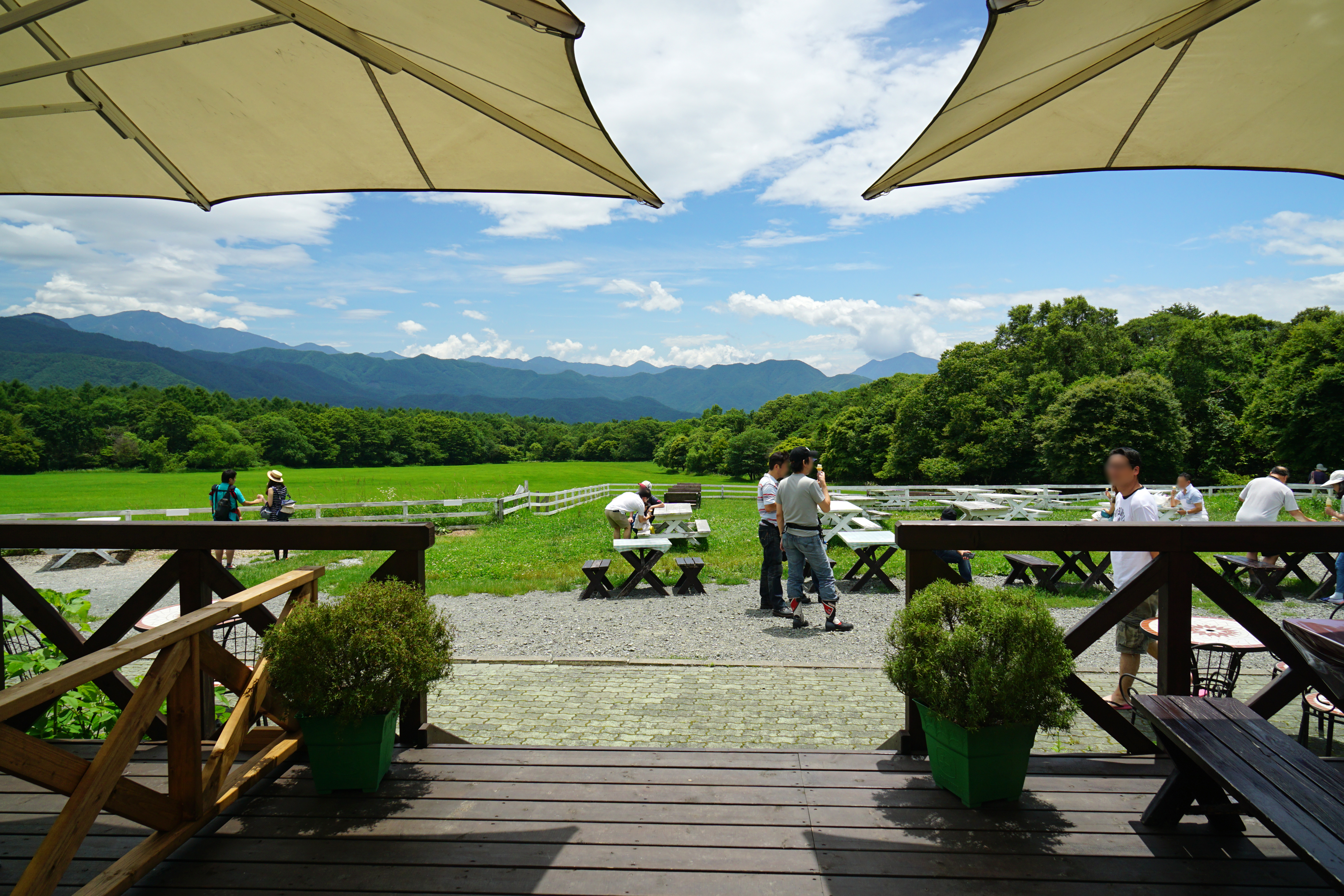
キープファームショップ
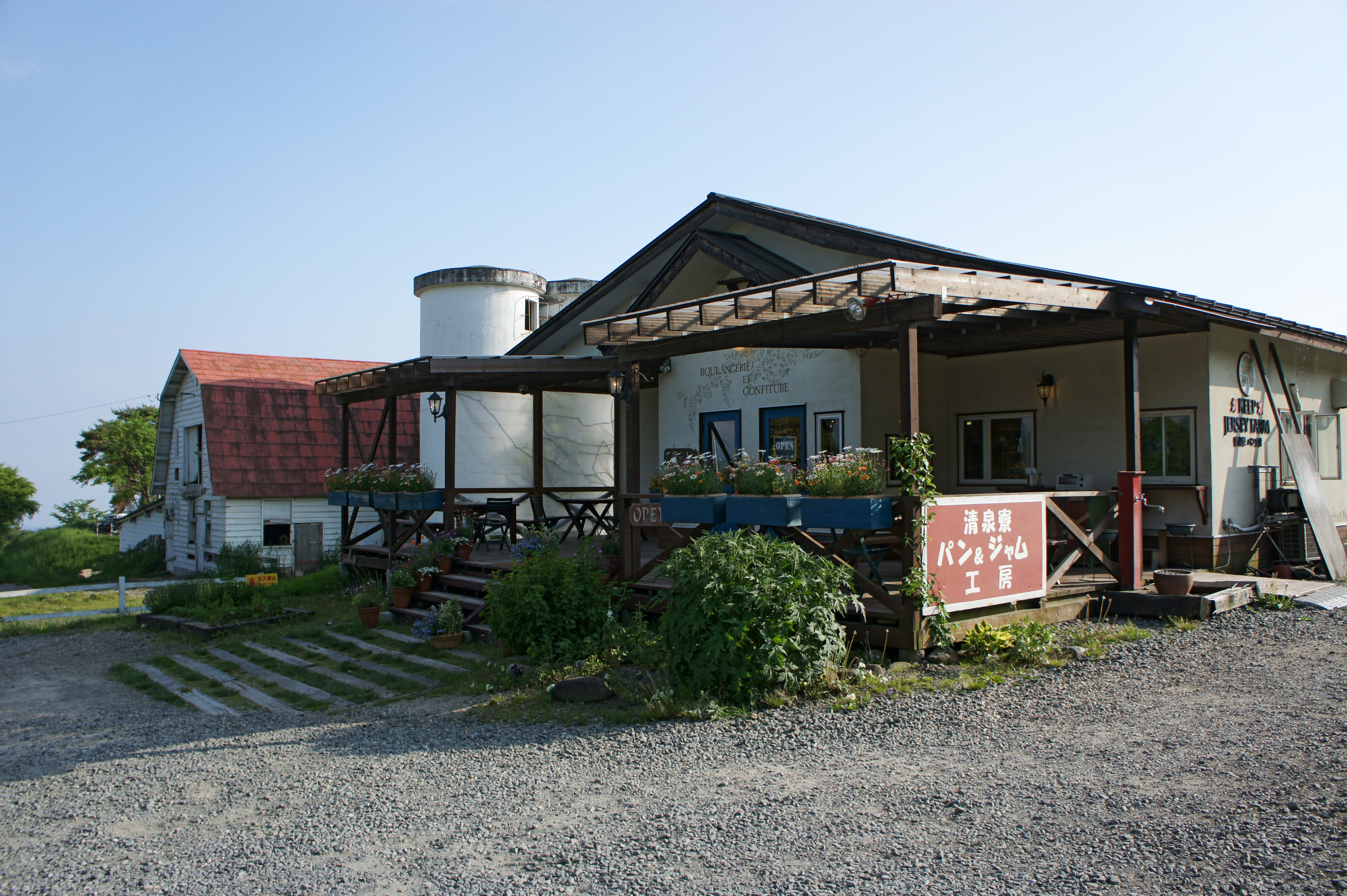
パン&ジャム工房
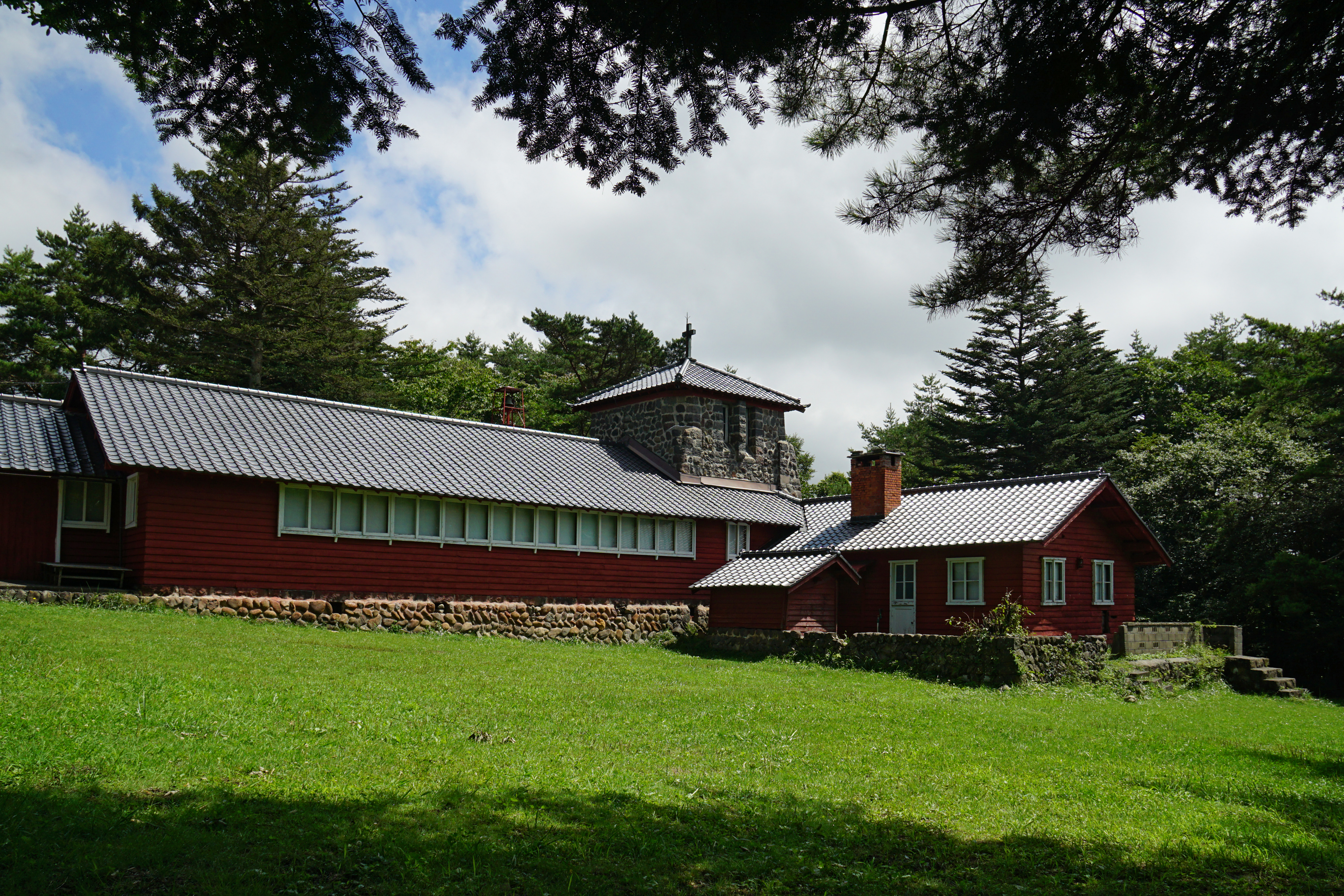
清里聖アンデレ教会
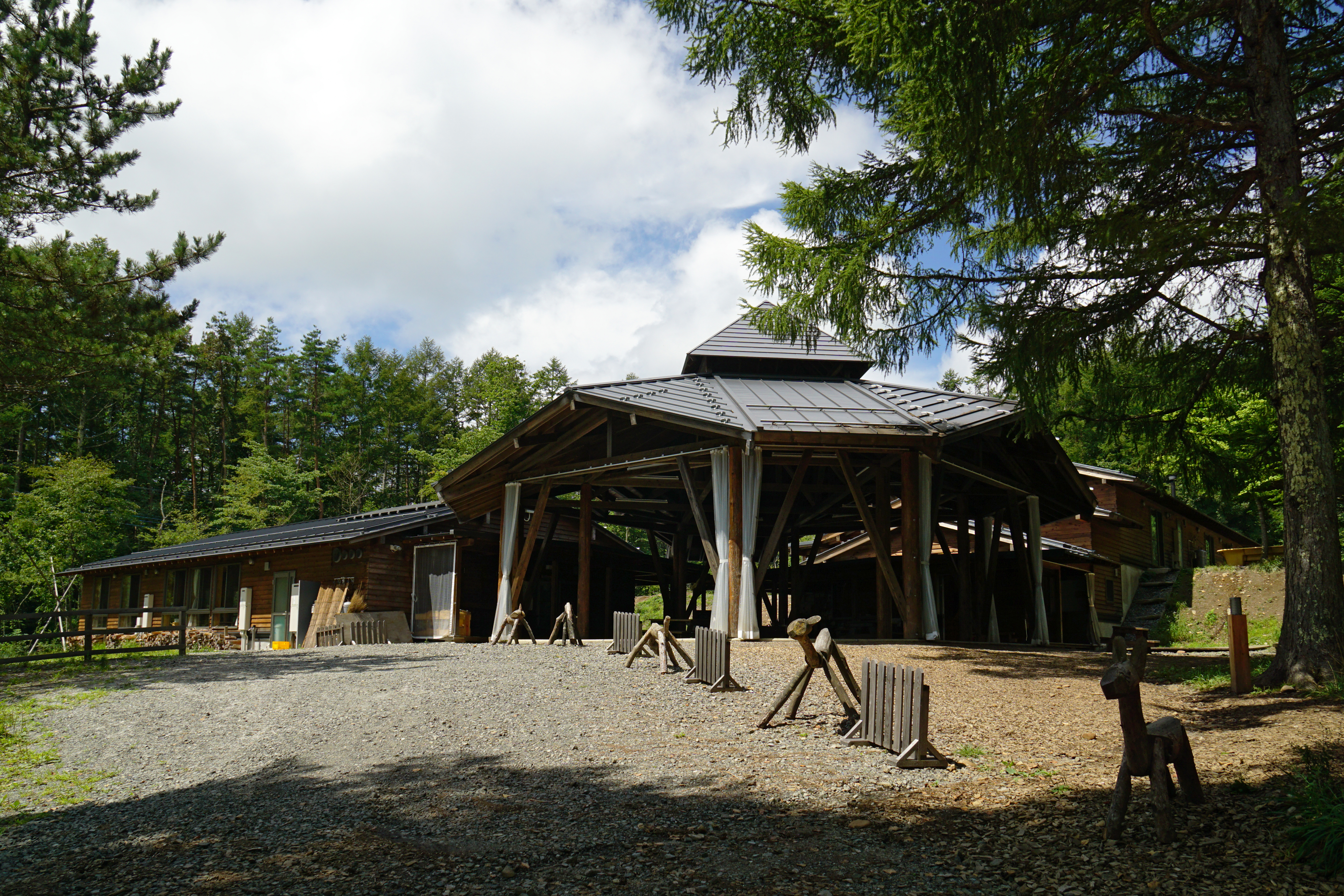
清里聖ヨハネ保育園

## 事件・トラブル
- 2006年6月に山岳写真家・白簱史朗がキープ協会が発行する2007年のカレンダー作成のため同協会に写真のフィルムを譲渡したが、その後紛失したことが発覚。その後2009年10月に同協会は、白籏に対し約3,000万円の損害賠償をすることで合意したが、同時にキープ協会は製作を依頼した『サンニチ印刷』（山梨日日新聞社の関連会社）に預けた後紛失したとして、サンニチ印刷にも賠償を求めている[1][2]。